# Emma Robinson (wioślarka)
Emma Robinson (ur. 26 listopada 1971) – kanadyjska wioślarka, dwukrotna medalistka olimpijska.
Brała udział w dwóch igrzyskach (IO 96, IO 00), na obu zdobywała medale w ósemce. W 1996 zajęła drugie miejsce, w 2000 była trzecia. Zdobyła złoto mistrzostw świata w 1997, 1998 i 1999, srebro w ósemce w 1997 oraz brąz w czwórce bez sternika w 1993 oraz w ósemce w 1998 i1999.